# Pottstown
Pottstown è un comune degli Stati Uniti d'America, nella Contea di Montgomery nello Stato della Pennsylvania.
Pottstown fu chiamata inizialmente Pottsgrove, in onore del suo fondatore, il mercante quacchero John Potts, fondatore anche di Pottsville.